# The Main Event - Live
The Main Event è un album di Frank Sinatra, registrato durante l'omonimo concerto tenutosi alla Madison Square Garden fra il 2 e il 13 ottobre 1974.

## Tracce
1. Overture: It Was a Very Good Year / All the Way / My Kind of Town (Ervin Drake)/(Sammy Cahn, Jimmy Van Heusen)/(Cahn, Van Heusen) – 3:12 (introduction by Howard Cosell)
2. The Lady Is a Tramp (Lorenz Hart, Richard Rodgers) – 3:02
3. I Get a Kick Out of You (Cole Porter) – 4:37
4. Let Me Try Again (Laisse Moi le Temps) (Paul Anka, Cahn, Michel Jourdon) – 3:26
5. Autumn in New York (Vernon Duke) – 2:45
6. I've Got You Under My Skin (Cole Porter) – 4:44
7. Bad, Bad Leroy Brown (Jim Croce) – 2:49
8. Angel Eyes (Earl Brent, Matt Dennis) – 8:32
9. You Are the Sunshine of My Life (Stevie Wonder) – 2:49
10. The House I Live In (Lewis Allan, Earl Robinson) – 6:41
11. My Kind of Town – 3:01
12. My Way (Paul Anka, Claude François, Jacques Revaux, Gilles Thibault) – 4:57

### Dettagli di registrazione
- Tracce 10 e 12 registrate a Boston, 2 ottobre 1974
- Tracce 6 e 8 registrate a Buffalo, 4 ottobre 1974
- Traccia 5 registrata al Madison Square Garden, 12 ottobre 1974
- Tracce 1-4, 7, 9, e 11 registrate al Madison Square Garden, 13 ottobre 1974

## Musicisti
- Frank Sinatra: voce
- Woody Herman and The Young Thundering Herd
- Bill Miller: Direttore d'orchestra